# 네이트 지식
네이트 지식은 네이트에서 서비스하는 지식검색 사이트이다. 본래 일간 신문지인 한겨레에서 운영하고 있는 대한민국 최초의 지식검색 사이트인 디비딕 닷컴을 운영하는 것을 시초로 해서, 2002년 9월 섣부른 유료화 정책을 시도하였다가 이 수익 모델은 결국 실패했다. 이듬해인 2003년 3월에는 엠파스에 인수되어 엠파스 지식거래소로 인수되어 서비스를 제공되었다가 2009년 2월 28일, 엠파스가 네이트에 합병되어 현재에 이르고 있다. 한때는 네이트 Q&A라는 명칭을 사용한 적이 있었다. 네이트 지식은 네이트가 엠파스와 남남이던 시절 때 사용한 (구) 네이트 지식뱅크와는 별개의 지식검색 사이트이다.
2014년 11월 25일, 사용자 감소로 인해 2015년 1월 7일자로 서비스를 종료한다고 밝혔다.

## 연혁
- 2000년 10월 : 한겨레 디비딕 닷컴 출범
- 2002년 9월 : 디비딕 유료화 정책 시도하다가 실패
- 2003년 3월 : 엠파스에 인수되어 지식거래소로 변경
- 2004년 : 엠파스 지식센터로 개명
- 2007년 : 엠파스 지식으로 명칭 변경
- 2009년 2월 28일 : 네이트와의 합병에 따라 네이트 지식으로 개명
- 2009년 8월 13일 : 네이트 Q&A로 개칭
- 2010년 5월 31일 : 네이트 지식으로 환원
- 2015년 1월 7일 : 서비스 종료

## 특징
최초에는 한겨레 신문사의 인터넷 한겨레에서 디비딕이라는 이름의 사이트로 서비스를 제공했으며, 질문과 답변 내용을 한겨레 신문사에서 두 권의 책으로 출판했을 정도로 많은 인기를 끌었다. 당시 질문 내용들을 보면 '예수의 장례 때 입혔다는 토리노의 수의는 진품인가'부터 '개도 꿈을 꾸는가'까지 다양했다.

## 포인트 및 마일리지
네이트 지식은 포인트와 지식지수를 따로 구별되지만 포인트를 마일리지로 변경하였으나 지급 포인트 수도 네이버 지식iN 등 여타 지식검색과는 달리 불법 마일리지 획득을 막기 위해 획득 범위를 대폭 축소하였고, 로그인시 지급되는 마일리지와 지수 지급 기준도 또한 폐지되었다.

## 같이 보기
- 네이트
- 엠파스
- 한겨레